# F-ve Dolls
F-ve Dolls (kor. 파이브돌스 trb. paibeudolseu, zapis stylizowany: F-VE DOLLS, wcześniej także 5dolls) – girlsband z Korei Południowej. Zespół oryginalnie powstał jako podgrupa zespołu Coed School. Zadebiutowały w 2011 roku pod wytwórnią Core Contents Media wydając single Lip Stains (kor. 입술자국) i I Mean You (kor. 너 말이야). Grupa została oficjalnie rozwiązana 10 marca 2015 roku.

## Dyskografia
Minialbumy
| 2011                                           | Charming Five Girls - Wydany: 16 lutego 2011 - Wytwórnia: CJ E&M - Format: CD, digital download   |  | - KOR: 4082+ |
| 2011                                           | Club Remix Time to Play - Wydany: 11 maja 2011 - Wytwórnia: CJ E&M - Format: CD, digital download |  |              |
| 2013                                           | First Love - Wydany: 17 września 2013 - Wytwórnia: Genie Music - Format: CD, digital download     |  | - KOR: 2384+ |
| "—" oznacza, że wydawnictwo nie było notowane. |                                                                                                   |  |              |

Single cyfrowe
| 2011                                           | „Lip Stains”                           | 80 | –  |                   | Charming Five Dolls |
| 2011                                           | „Your Words”                           | 6  | –  |                   | Charming Five Dolls |
| 2011                                           | „Like This Or That (이러쿵 저러쿵)”    | 16 | –  | - KOR: 1 462 346+ | Time To Play        |
| 2013                                           | „1st Soulmate” (짝 1호)                | 62 | 44 | - KOR: 27 106+    | First Love          |
| 2013                                           | „Can You Love Me?” (사랑한다? 안한다!) | 39 | 19 | - KOR: 78 852+    | First Love          |
| „–” oznacza, że wydawnictwo nie było notowane. |                                        |    |    |                   |                     |

Występy gościnne
| 2013                                           | „Painkiller” (진통제) (wspólnie z The SeeYa, T-ara i SPEED) | 11 | 13 | - KOR: 259 140+ |
| „–” oznacza, że wydawnictwo nie było notowane. |                                                             |    |    |                 |